# Zamioideae
Zamioideae é uma subfamília de plantas pertecente à família Zamiaceae.

## Descrição
A análise das Cycadophyta com base nos resultados da aplicação das técnicas da filogenética molecular a sequências de DNA nuclear e DNA de plastídeos permitiu estabelecer a relação filogenética entre os géneros de Zamiaceae. Dessa análise filogenética do grupo demonstrou que antiga família Stangeriaceae (que continha os géneros Bowenia e Stangeria) era parafilética e estave anichada dentro de Zamiaceae, pelo que foi nela integrada. Com base nos dados filogenéticos disponíveis é possível estabelecer o seguinte cladograma:
|  | Macrozamia                                                    |
|  |                                                               |
|  | \| \| Lepidozamia \| \| \| \| \| \| Encephalartos \| \| \| \| |
|  |                                                               |
|  | Lepidozamia                                                   |
|  |                                                               |
|  | Encephalartos                                                 |
|  |                                                               |

|  | Lepidozamia   |
|  |               |
|  | Encephalartos |
|  |               |

|  | Ceratozamia |
|  |             |
|  | Stangeria   |
|  |             |

|  | Zamia      |
|  |            |
|  | Microcycas |
|  |            |

|  | Ceratozamia |
|  |             |
|  | Stangeria   |
|  |             |

|  | Zamia      |
|  |            |
|  | Microcycas |
|  |            |

|  | Ceratozamia |
|  |             |
|  | Stangeria   |
|  |             |

|  | Zamia      |
|  |            |
|  | Microcycas |
|  |            |

|  | Ceratozamia |
|  |             |
|  | Stangeria   |
|  |             |

|  | Zamia      |
|  |            |
|  | Microcycas |
|  |            |

|  | Macrozamia                                                    |
|  |                                                               |
|  | \| \| Lepidozamia \| \| \| \| \| \| Encephalartos \| \| \| \| |
|  |                                                               |
|  | Lepidozamia                                                   |
|  |                                                               |
|  | Encephalartos                                                 |
|  |                                                               |

|  | Lepidozamia   |
|  |               |
|  | Encephalartos |
|  |               |

|  | Ceratozamia |
|  |             |
|  | Stangeria   |
|  |             |

|  | Zamia      |
|  |            |
|  | Microcycas |
|  |            |

|  | Ceratozamia |
|  |             |
|  | Stangeria   |
|  |             |

|  | Zamia      |
|  |            |
|  | Microcycas |
|  |            |

|  | Ceratozamia |
|  |             |
|  | Stangeria   |
|  |             |

|  | Zamia      |
|  |            |
|  | Microcycas |
|  |            |

|  | Ceratozamia |
|  |             |
|  | Stangeria   |
|  |             |

|  | Zamia      |
|  |            |
|  | Microcycas |
|  |            |

|  | Macrozamia                                                    |
|  |                                                               |
|  | \| \| Lepidozamia \| \| \| \| \| \| Encephalartos \| \| \| \| |
|  |                                                               |
|  | Lepidozamia                                                   |
|  |                                                               |
|  | Encephalartos                                                 |
|  |                                                               |

|  | Lepidozamia   |
|  |               |
|  | Encephalartos |
|  |               |

|  | Ceratozamia |
|  |             |
|  | Stangeria   |
|  |             |

|  | Zamia      |
|  |            |
|  | Microcycas |
|  |            |

|  | Ceratozamia |
|  |             |
|  | Stangeria   |
|  |             |

|  | Zamia      |
|  |            |
|  | Microcycas |
|  |            |

|  | Ceratozamia |
|  |             |
|  | Stangeria   |
|  |             |

|  | Zamia      |
|  |            |
|  | Microcycas |
|  |            |

|  | Ceratozamia |
|  |             |
|  | Stangeria   |
|  |             |

|  | Zamia      |
|  |            |
|  | Microcycas |
|  |            |

|  | Macrozamia                                                    |
|  |                                                               |
|  | \| \| Lepidozamia \| \| \| \| \| \| Encephalartos \| \| \| \| |
|  |                                                               |
|  | Lepidozamia                                                   |
|  |                                                               |
|  | Encephalartos                                                 |
|  |                                                               |

|  | Lepidozamia   |
|  |               |
|  | Encephalartos |
|  |               |

|  | Ceratozamia |
|  |             |
|  | Stangeria   |
|  |             |

|  | Zamia      |
|  |            |
|  | Microcycas |
|  |            |

|  | Ceratozamia |
|  |             |
|  | Stangeria   |
|  |             |

|  | Zamia      |
|  |            |
|  | Microcycas |
|  |            |

|  | Ceratozamia |
|  |             |
|  | Stangeria   |
|  |             |

|  | Zamia      |
|  |            |
|  | Microcycas |
|  |            |

|  | Ceratozamia |
|  |             |
|  | Stangeria   |
|  |             |

|  | Zamia      |
|  |            |
|  | Microcycas |
|  |            |

## Tribos e géneros
A subfamília Zamioideae agrupa os seguintes tribos e géneros:
- Tribo:Ceratozamieae
  - Ceratozamia
- Tribo Zamieae
  - Subtribo:Microcycadinae
    - Microcycas

  - Subtribo:Zamiinae
    - Chigua
    - Zamia